# Madársóska-virágúak
A madársóska-virágúak  (Oxalidales) a kétszikűek (Magnoliopsida) osztályának, ezen belül a valódi kétszikűek (eudicots) eurosids I kládjának egyik rendje, hét családdal (az APG III idesorolta az addig az eurosids I-en belül incertae sedis Huaceae családot). Az ide tartozó növények virágai 4, 5 vagy 6-tagúak, gyakori a heterosztília, a redukált szirom; leveleik összetettek.
Az rbcL-szekvenciák, a leveleket fedő viaszréteg és a mag egyes tulajdonságai igazolják a rend monofiletikusságát.